# Fugazi (Marillion)
Fugazi is het tweede studioalbum van de progressieve rockband Marillion. Het album werd uitgebracht in 1984 en was het eerste met Ian Mosley op slagwerk. In 1998 verscheen een dubbel-cd met geremasterde versies van de nummers plus B-kanten en demo's. De titel is een acroniem uit de Vietnamoorlog: Fucked Up, Got Ambushed, Zipped In. Het album werd onder slechte omstandigheden gemaakt. De band was niet gelukkig met het resultaat, met name de kwaliteit van de opnames. De geremasterde versie was in dit opzicht een verbetering.
In 2021 kwam er een deluxe edition uit van het album, bestaande uit drie CD's en een Blu Ray. Het album is opnieuw geremixt en de extra's op deze versie bestaan uit een concert in Montreal uit 1984, alternatieve versies, een documentaire over de totstandkoming van het album en een live-concert van de Zwitserse TV uit 1984.
Titels
1. Assassing 7:02
2. Punch & Judy 3:21
3. Jigsaw 6:49
4. Emerald lies 5:08
5. She chameleon 6:52
6. Incubus 8:30
7. Fugazi 8:12

Extra nummers 1998
1. Cinderella Search (12-inchversie) 5:31
2. Assassing (nieuwe mix) 7:40
3. Three Boats Down From The Candy (1984 versie) 4:00
4. Punch & Judy (demo) 3:50
5. She Chameleon (demo) 6:34
6. Emerald Lies (demo) 5:32
7. Incubus (demo) 8:09